# Droit de nouvel acquêt
Le droit de nouvel acquêt est un droit (à payer en espèces) dû au roi ou au seigneur par les roturiers acquéreurs de fiefs.

## Étymologie
Acquêt vient du latin acquisitum, du verbe acquirere (de ad, à, et quaerere, quérir), qui signifie acquérir.
Provençal: acquit, acquest.
Italien: acquisto.

## Sources
Le Littré, tome I, 1873.